# Trần-Thị-Lý-Brücke
Die Trần-Thị-Lý-Brücke, vietnamesisch Cầu Trần Thị Lý, überquert den Fluss Han im Zentrum von Đà Nẵng in Vietnam.

## Geschichte
Der Bau der Trần-Thị-Lý-Brücke wurde 2009 begonnen, 2013 wurde sie in Betrieb genommen. Sie steht an der Stelle der ersten, von den Franzosen 1951 erbauten Brücke über den Han. Die 520 m lange Pont Maréchal-de-Lattre-de-Tassigny war eine von dem Unternehmen Eiffel gebaute, stählerne Fachwerk-Eisenbahnbrücke, die auf Vietnamesisch Đờ-lát Đờ Tát-xi-nhi oder kurz Đờ Lát genannt wurde. 1955 wurde sie nach einem vietnamesischen General umbenannt in Cầu Trịnh Minh Thế, die Einwohner benutzen allerdings weiterhin den gewohnten alten Namen. Zu dieser Zeit wurde sie in eine Straßenbrücke umgewandelt. Erst 1975 wurde sie in Cầu Trần Thị Lý umbenannt. Sie wurde 2009 beim Beginn der Bauarbeiten für die neue Brücke abgerissen.
Wenige Meter nördlich steht die Cầu Nguyễn Hoàng, jetzt Cầu Nguyễn Văn Trỗi genannte, in den Jahren 1967 und 1968 gebaute Linsenträgerbrücke aus Stahlrohren.

## Beschreibung
Die 731 m lange und 34,5 m breite Schrägseilbrücke hat drei Fahrbahnen in jeder Fahrtrichtung und 3,5 m breite Gehwege. Auf dem 5,5 m breiten Mittelstreifen befinden sich der Pylon und die Verankerung der Schrägseile über der 230 m weiten Hauptöffnung. Auf der anderen Seite des Pylons sind zwei Schrägseilfächer an einem quer zur Brückenachse im Boden befindlichen, fast 100 m langen Betonbalken verankert. Dabei enden die am Pylon ganz oben befestigten Seile dicht an der Brücke, während die untersten Seile an den äußeren Enden des Balkens verankert sind, was je nach Blickwinkel den Eindruck erweckt, dass die Seile sich in einem Punkt kreuzen würden.
Der um 12° nach Westen geneigte Pylon aus Stahlbeton ist 145 m hoch und überragt die Fahrbahn um 134 m. In seiner westlichen Seite befindet sich ein mit Glas verkleideter Aufzug, mit dem die Seilbefestigungen an der Spitze erreicht werden können. Der Pylon steht auf zwei Kalottenlagern mit einer Tragkraft von je 250.000 kN, bei der Inbetriebnahme der weltweit größten Tragkraft solcher Lager.
Der Fahrbahnträger besteht aus zwei Spannbeton-Hohlkästen, die auf Stahlbetonpfeilern mit Achsabständen (von Westen nach Osten) von 4×50 + 230 + 45 + 4×50 + 30 + 26 m lagern.
Die Brücke wurde von WSP entworfen und von dem vietnamesischen Unternehmen Cienco 1 ausgeführt.
Sie wurde am 29. März 2013, dem 38. Jahrestag der Befreiung der Stadt Đà Nẵng, offiziell für den Verkehr freigegeben. Am selben Tag wurde auch die 1,2 km weiter nördlich stehende Drachenbrücke eingeweiht.

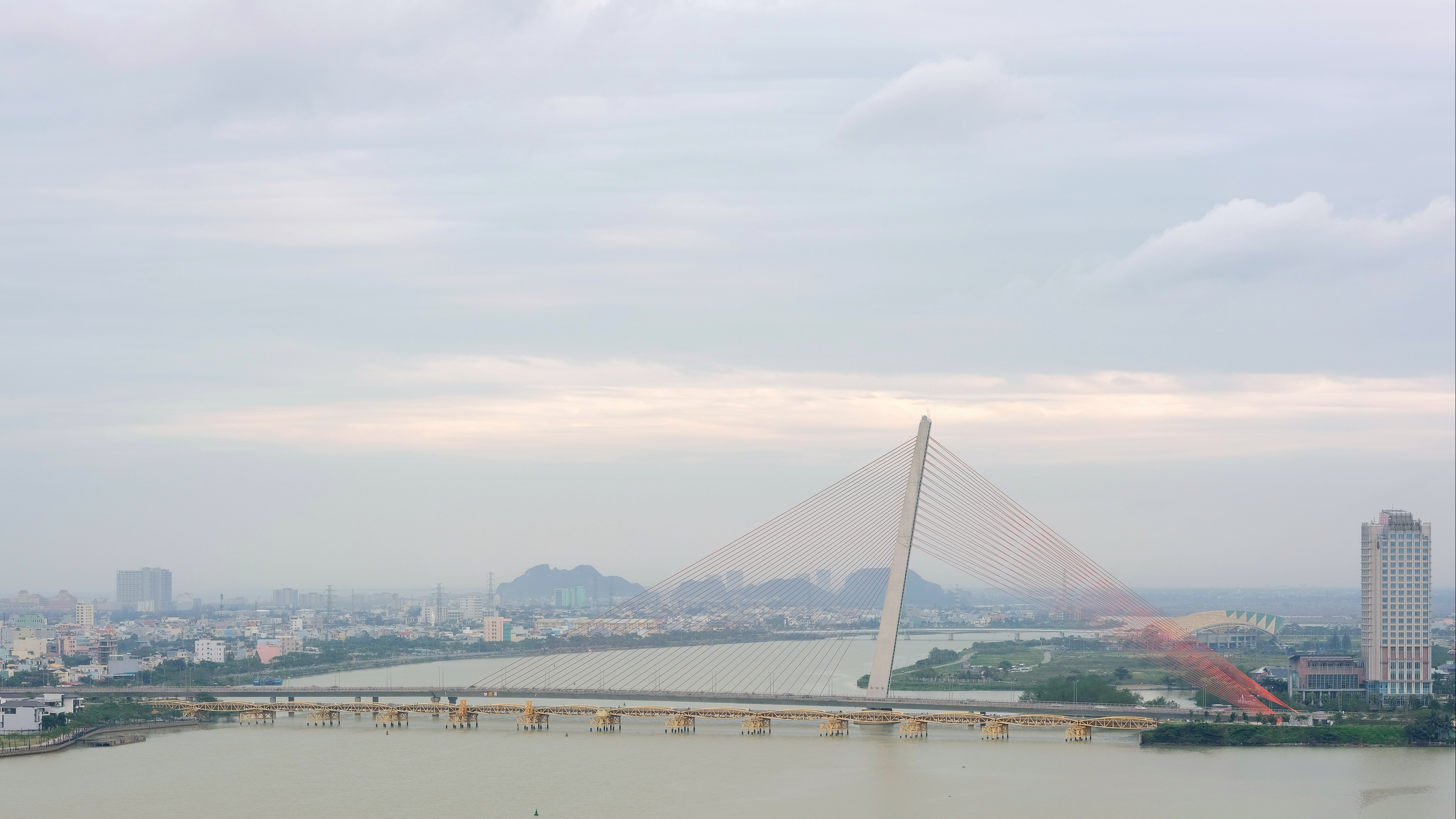
Die Cầu Trần Thị Lý, davor die Cầu Nguyễn Văn Trỗi
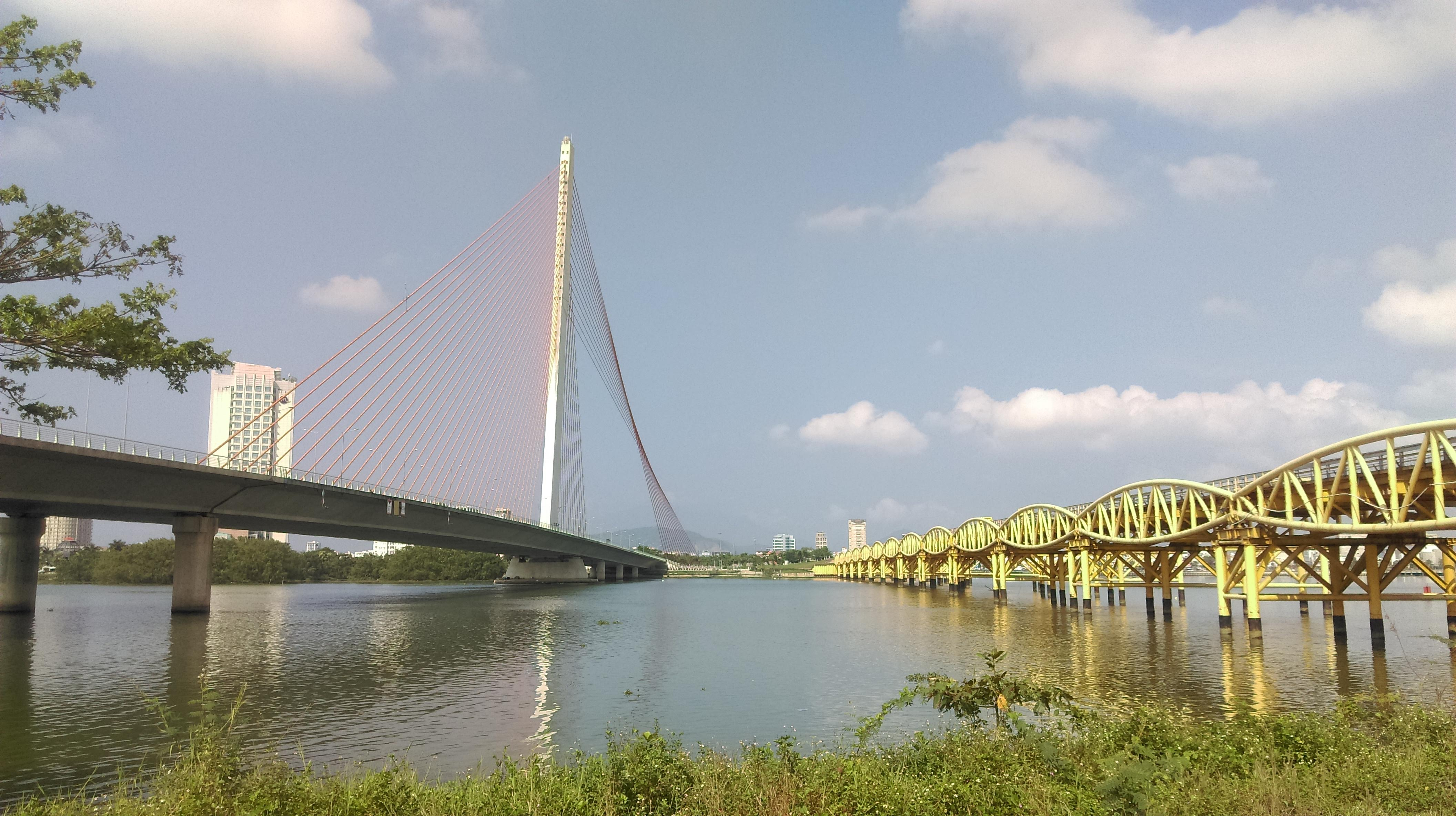
Die Cầu Trần Thị Lý und die Cầu Nguyễn Văn Trỗi
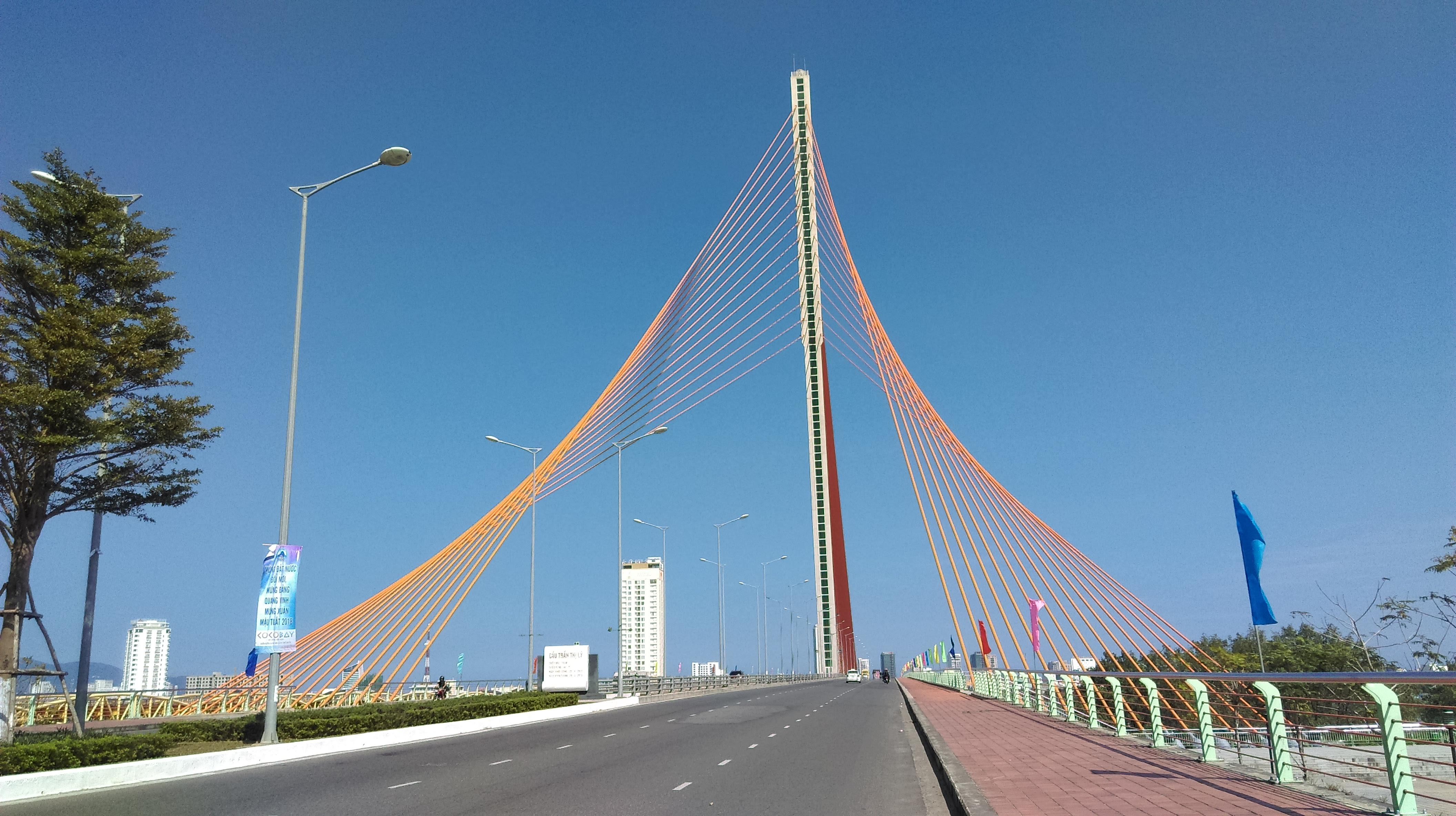
Schrägseile am westlichen Teil der Brücke